# Nëntori i dytë
Nëntori i dytë (pol.: Drugi listopad) – albański film fabularny z roku 1982 w reżyserii Viktora Gjiki.

## Opis fabuły
Jest to pierwszy zrealizowany przez kinematografię albańską film fabularny o drodze Albanii do niepodległości w II połowie XIX w., aż po ogłoszenie Deklaracji Niepodległości w 1912. Jego reżyser – Viktor Gjika znany jest głównie z filmów dokumentalnych, które wcześniej tworzył. Sam film powstał dla uczczenia 70 rocznicy ogłoszenia niepodległości. Gra aktorska nie jest najważniejszym atutem filmu, a język filmowych dialogów przypomina bardziej stylistykę dokumentów albańskiego ruchu narodowego. Jednak w filmie zadbano przede wszystkim o realizm i odtworzenie z dużą pieczołowitością klimatu klubów patriotycznych w Stambule czy Bukareszcie, gdzie organizował się ruch narodowy.
Do podobnej tematyki Viktor Gjika nawiązał 15 lat później, kręcąc film dokumentalny Jestem Ismail Qemali (Unë jam Ismail Qemali).
Film realizowano w Tiranie, Durrës, Wlorze i w Fierze.

## Obsada
- Sandër Prosi jako Ismail Qemali
- Reshat Arbana jako Isa Boletini
- Viktor Zhysti jako Pandeli Cale
- Mario Ashiku jako Shpend Dragobia
- Bujar Lako jako Luigj Gurakuqi
- Luan Qerimi jako Sali Drenica
- Sulejman Dibra jako oficer turecki
- Vasjan Lami jako oficer serbski
- Fatos Sela jako oficer serbski
- Ilia Shyti jako mułła Beratu
- Pandi Raidhi jako Demir Arbana
- Robert Ndrenika jako dorożkarz
- Demir Hyskja jako mytesarrif
- Vangjel Grabocka jako Kozi
- Guljelm Radoja jako Lym Kepi
- Hajrie Rondo jako żona Lyma Kepiego
- Agim Shuke jako Jani Minga
- Spiro Urumi jako Xhafer bej Kadena
- Rozalina Bendo
- Taulant Godaj
- Piro Malaveci
- Amarildo Pregapuca